# Bitka kod Waterlooa
Bitka kod Waterlooa počela je nedjelju 18. lipnja 1815. kod Waterlooa u današnjoj Belgiji. Carska francuska vojska, pod zapovjedništvom cara Napoleona poražena je od britanske vojske i njenih saveznika pod zapovjedništvom vojvode od Wellingtona, zajedno s pruskom vojskom, pod zapovjedništvom Gebharda von Blüchera. To je bila posljednja Napoleonova bitka. Poraz kod Waterlooa za Napoleona je značio kraj vladavine, a za Francuze kraj Sto dana (naziv za dane otkad se Napoleon vratio iz izbjeglištva 20. ožujka 1815.).
Kada se Napoleon vratio na vlast, mnoge su se države, koje su bile protiv njega, ujedinile u Sedmu koaliciju. Dvije velike snage pod vodstvom Wellingtona i von Blüchera sastale su se u blizini sjeveroistočne granice Francuske. Napoleon se odlučio za napad s ciljem da ih uništi prije nego što se njihove snage udruže i krenu u invaziju na Francusku zajedno s preostalom Koalicijom. Nakon toga uslijedila je odlučujuća trodnevna borba (16. – 19. lipnja 1815.) održana kod Waterlooa.
Napoleon je razvlačio do početka bitke, do podne 18. lipnja, čekajući da se tlo osuši. Wellingtonova vojska, raspoređena po briselskoj cesti prema odronu u Mont-Saint-Jeanu, izdržala je učestale napade Francuza, a uvečer je stigla pruska vojska koja je oslabila Napoleonovo desno krilo, ujedno pomažući i Britancima. U to vrijeme Britanci i njihovi saveznici kreću u protunapad i tjeraju razbijenu francusku vojsku s poljane. Koalicijske snage ulaze u Francusku i na čelo države postavljaju kralja Luja XVIII. Napoleon je abdicirao i predao se Britancima. Poslan je na otok Svetu Helenu, gdje je umro 1821. godine.
Bojno polje nalazi se u Belgiji, 12 km jugoistočno od Bruxellesa i oko 1,6 km od gradića Waterloo. Na bojnom polju uočljiv je ogroman spomenik, poznat pod nazivom Lavlji brežuljak. Da bi se izgradio ovaj spomenik, korištena je zemlja sa same bojišnice. Originalna topografija bojišnice oko spomenika nije sačuvana.